# 2008-as magyar tekebajnokság
A 2008-as magyar tekebajnokság a hetvenedik magyar bajnokság volt. A bajnokságot május 10. és 11. között rendezték meg, a férfiakét Budapesten, a nőkét Pécsen.

## Eredmények
| Versenyszám            | Arany                                           | Arany | Ezüst                                      | Ezüst | Bronz                                                                  | Bronz |
| ---------------------- | ----------------------------------------------- | ----- | ------------------------------------------ | ----- | ---------------------------------------------------------------------- | ----- |
| Férfi napi egyéni      | Farkas Sándor Zalaegerszegi TK                  | 684   | Kiss Norbert Szegedi TE                    | 631   | Batki Tamás Ferencvárosi TC                                            | 630   |
| Férfi páros            | Farkas Sándor, Németh Csongor Zalaegerszegi TK  | 1275  | Kakuk Levente, Kiss Norbert Szegedi TE     | 1266  | Bóta Ervin, Fehér Béla Szolnoki MÁV                                    | 1248  |
| Férfi összetett egyéni | Farkas Sándor Zalaegerszegi TK                  | 1331  | Kiss Norbert Szegedi TE                    | 1303  | Batki Tamás Ferencvárosi TC                                            | 1244  |
| Női napi egyéni        | Csurgai Anita Zalaegerszegi TE-ZÁÉV             | 600   | Drajkó Gabriella BKV Előre                 | 582   | Hudi Zsófia Köfém SC                                                   | 579   |
| Női páros              | Méhész Anita, Csongrádi Gyöngyi Ferencvárosi TC | 1196  | Farkas Sándorné, Fodor Annamária BKV Előre | 1194  | Csernus Anita, Csurgai Anita Ritmus SE Kaposvár, Zalaegerszegi TE-ZÁÉV | 1160  |
| Női összetett egyéni   | Farkas Sándorné BKV Előre                       | 1200  | Csurgai Anita Zalaegerszegi TE-ZÁÉV        | 1184  | Csongrádi Gyöngyi Ferencvárosi TC                                      | 1176  |